# Flugabwehrraketengeschwader 35
Das Flugabwehrraketengeschwader 35 (FlaRakG 35) war ein Verband der Luftwaffe. Letzter Standort war die Caspari-Kaserne in Delmenhorst. Das Geschwader war der NATO unterstellt und bei der Außerdienststellung mit dem Flugabwehrraketensystem HAWK ausgestattet. Es wurde  am 31. Dezember 1992 aufgelöst.

## Aufgabe
Nach der Umstellung auf das Waffensystem HAWK übernahm der Verband zusammen mit weiteren Flugabwehrverbänden die Sicherung des rückwärtigen Luftraums der Bundesrepublik Deutschland. Die HAWK-Verbände sollten die zugewiesenen Räume gegen die Bedrohung durch Luftfahrzeuge und ballistische Flugkörper schützen. Im Verteidigungsfall sollten sich die mobilen HAWK-Verbände durch wiederholte Verlegung der Standorte dem Angriff durch feindliche Truppen entziehen.

## Geschichte

### LwFlaBtl 42
Das Flugabwehrraketengeschwader 35 ging aus dem am 1. Juli 1957 in Bremerhaven stationierten Luftwaffen-Flugabwehrbataillon 42 hervor, das 1958 in die Donnerschwee-Kaserne nach Oldenburg verlegt wurde und mit Flugabwehrkanonen vom Typ 40-mm-Bofors ausgestattet war. 1963 begann die Ausbildung der Soldaten am Waffensystem HAWK, am 1. Juli 1963 erfolgte aufgrund der zukünftigen Bewaffnung die Umbenennung des Verbandes in Flugabwehrraketenbataillon 35 (FlaRakBtl 35).

### FlaRakBtl 35
Im selben Jahr wurden die 1. und 2. Batterie an den Standort Dörverden-Barme verlegt. 1965 erfolgte die Ausrüstung des Verbandes mit dem neuen Waffensystem. Zum 1. April 1968 wurden der Stab, die Stabsbatterie sowie die Versorgungs- und die 4. Batterie an den neuen Heimatstandort des Bataillons in die Caspari-Kaserne nach Delmenhorst verlegt.
1969 wurde das Bataillon der NATO unterstellt und damit Teil des NATO-Luftverteidigungsgürtels in Niedersachsen. Die 3. Batterie wurde nach Nienburg-Langendamm verlegt.

### FlaRakG 35
Bis zur Luftwaffenstrukturreform 1989 erfuhr das Waffensystem mehrere sogenannte Kampfwertsteigerungen, ab dem 1. Oktober 1989 trug der Verband den Namen Flugabwehrraketengeschwader 35 (FlaRakG 35). Mit der Namensänderung ging die Aufstellung einer  Luftwaffensanitätsstaffel (LwSanStff) einher, die Unterstellung erfolgte nun beim Flugabwehrraketenkommando 3 in Oldenburg. Mit der Umbenennung erhielt der Verband auf eigenen Vorschlag ein neues Wappen. Das Wappen der Stadt Delmenhorst, ein roter Burgturm mit blauem Kegeldach vor goldenem Hintergrund, der von mehreren blauen Wellenlinien in der Mitte durchzogen ist, war nun Bestandteil des Geschwaderwappens.
1990 und 1991 führte  der Verband den Truppenversuch "HAWK Electronic Optical Sensor" durch, im Oktober 1991 erfolgte die letzte taktische Überprüfung („Tac Eval“) durch die NATO. 1991/1992 wurde eine weitere Kampfwertsteigerung durch den HAWK Support Plan II durchgeführt.
Die Stabsstaffel des Geschwaders beteiligte sich vom 21. Juni 1992 bis zum 26. Juni 1992 mit 22 Soldaten an einem Arbeitseinsatz des Volksbund Deutsche Kriegsgräberfürsorge in Bernburg (Saale).

## Auflösung

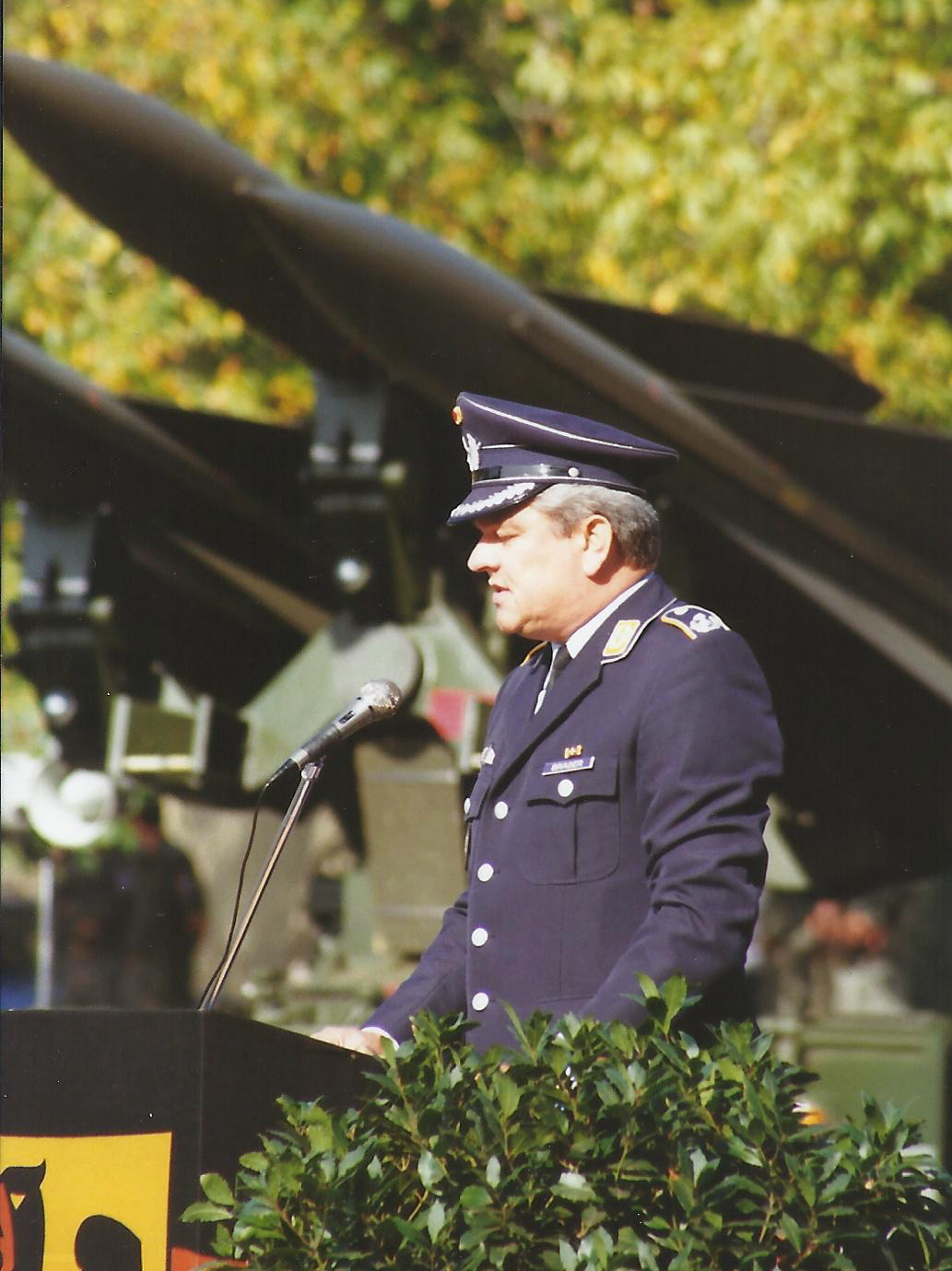
Oberstleutnant Peter Bräger bei seiner Rede zur Außerdienststellung des Geschwaders am 25. September 1992

Im Juni 1991 gab das Bundesverteidigungsministerium bekannt, welche Verbände der Bundeswehr infolge der im Zwei-plus-Vier-Vertrag festgeschriebenen Reduzierung der Truppenstärke aufzulösen waren. Im Bereich der mit dem Waffensystem HAWK ausgerüsteten Verbände betraf dies die Flugabwehrraketengeschwader 32, 35 und 37.
Die NATO-Unterstellung des FlaRakG 35 wurde am 31. März 1992  beendet, am darauf folgenden Tag wurden die 1. und 2. Staffel in das Flugabwehrraketengeschwader 31 in Westertimke eingegliedert. Am 25. September 1992 erfolgte im Rahmen eines militärischen Appells durch den damaligen Inspekteur der Luftwaffe, Generalleutnant Kuebart, die förmliche Außerdienststellung zum 31. Dezember 1992. Am 1. Oktober 1992 wurden die 3. und 4. Staffel des Geschwaders als 5. und 6. Staffel dem Flugabwehrraketengeschwader 38 in Bad Arolsen unterstellt.
Vom 1. Januar bis zum 26. März 1993 wurde der Stab, sowie die Stabs-, Versorgungs- und Sanitätsstaffeln des Verbandes durch ein sogenanntes Restkommando personell und materiell aufgelöst.
Im FlaRak-Verbund geriet das Waffensystem HAWK mit seiner inzwischen veralteten Technik und seinen langsameren Datenverbindungen gegenüber dem moderneren PATRIOT immer mehr in den Rückstand. Dies trat im Übungsbetrieb vor allem beim Einsatz des integrierten HAWK-Simulationsgeräts (Operations Training System; OTS) beim Training im sogenannten „netted scenario“ zu Tage. Insgesamt ergaben sich im weiteren Einsatz nicht nur Einschränkungen im Kampfwert – insbesondere die hohen Betriebskosten, die immer knapper werdenden Ersatzteile (vor allem Röhrentechnik) und der umfangreiche Personal-, Fahrzeug- und Wartungsbedarf führten zur schrittweisen Reduzierung der aktiven Einheiten und in den frühen 2000er-Jahren zur Außerdienststellung. Die letzten beiden HAWK-Einheiten der Bundeswehr wurden Ende 2005 mit der Flugabwehrraketengruppe 15 in Leipheim außer Dienst gestellt.

## Unterstellung
- 1957–1958: Kommando der Luftwaffen-Bodenorganisation Nord
- 1958–1959: 3. Luftverteidigungsdivision
- 1959–1961: Flugabwehrregiment 3
- 1961–1965: Flugabwehrregiment 4
- 1965–1989: Flugabwehrraketenregiment 4
- 1989–1992: Flugabwehrraketenkommando 3 “Oldenburg”

## Liste der Verbandskommandeure

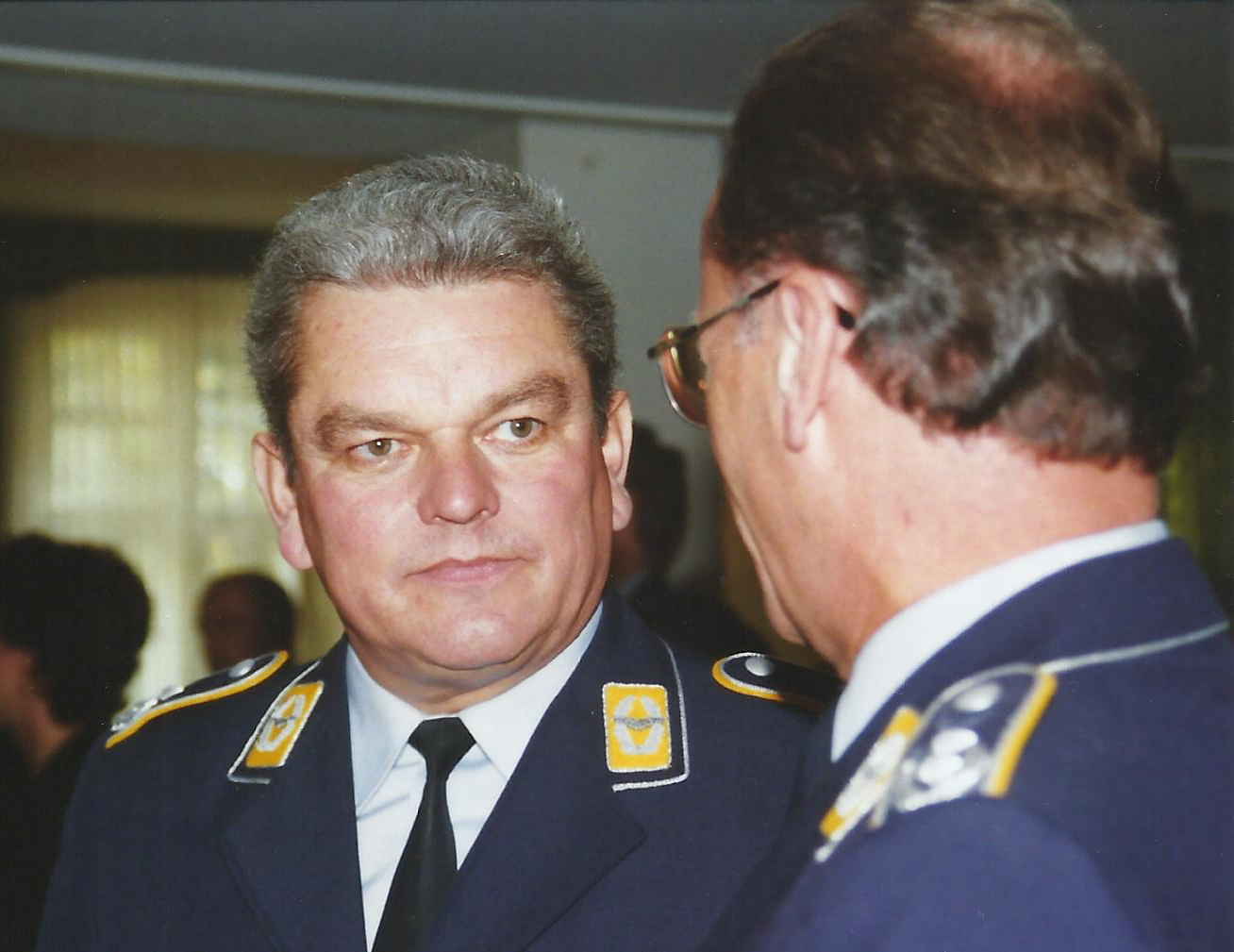
Peter Bräger, letzter Kommodore des Geschwaders

| Dienstgrad     | Name                | von  | bis  |
| -------------- | ------------------- | ---- | ---- |
| Oberstleutnant | Gerhard Risius      | 1957 | 1959 |
| Oberstleutnant | Albert Michels      | 1959 | 1962 |
| Oberstleutnant | Horst Öhme          | 1962 | 1963 |
| Oberstleutnant | Klaus Dieter Homann | 1963 | 1966 |
| Oberstleutnant | Wolfgang Böhnke     | 1966 | 1969 |
| Oberstleutnant | Helmut Vach         | 1969 | 1971 |
| Oberstleutnant | Horst Künne         | 1971 | 1973 |
| Oberstleutnant | Hartmut Pickert     | 1973 | 1976 |
| Oberstleutnant | Georg Künstler      | 1976 | 1980 |
| Oberstleutnant | Karl Heinz Döscher  | 1980 | 1983 |
| Oberstleutnant | Jürgen Keunemann    | 1983 | 1987 |
| Oberstleutnant | Lutz Westerkamp     | 1987 | 1991 |
| Oberstleutnant | Peter Bräger        | 1991 | 1992 |

## Außenstellungen
| Staffel                                  | Ort          | Koordinaten                     | heutige Nutzung                              |
| ---------------------------------------- | ------------ | ------------------------------- | -------------------------------------------- |
| 1./35                                    | Wittlohe     | 52° 52′ 16,9″ N, 9° 20′ 13,5″ O |                                              |
| 2./35                                    | Lichtenmoor  | 52° 42′ 9″ N, 9° 20′ 6″ O       |                                              |
| 3./35                                    | Wohlenhausen | 52° 39′ 54″ N, 9° 6′ 43,1″ O    | Gartenbaubetrieb                             |
| 4./35 & Bataillon Operation Center (BOC) | Wachendorf   | 52° 52′ 4,2″ N, 8° 53′ 58,3″ O  | Bauschutt-Recycling- und Tiefbau-Unternehmen |

## Auszeichnungen
Am 13. September 1984 wurde das Bataillon durch Minister Gerhard Glup mit dem Fahnenband des Landes Niedersachsen ausgezeichnet.

## Patenschaften
- 1961 übernahm das Bataillon die Patenschaft für die in Stolzenau stationierte niederländische 5e Groep Geleide Wapens (5. Lenkwaffengruppe) der Koninklijke Luchtmacht.
- 1974 gingen die 4. Batterie und die damalige Samtgemeinde Syke eine Patenschaft ein.
- 1983 schloss die Samtgemeinde Marklohe eine Patenschaft mit der 3. Batterie des Bataillons